# Свефред (король Ессексу)
Свефред (*Swæfred, Swæbheard, Suebred, д/н —715) — король Ессексу в 694—715 роках.

## Життєпис
Походив з династії Есквінінгів. Старший син Себбі, короля Ессексу та Кенту. Про дату народження та молоді роки нічого невідомо. Після зречення батька у 694 році разом з братом Сігеґердом став співкоролем.
Свефред розділив королівство на дві частини, отримавши Східний Ессекс. Втім майже не підтримував стосунків з братом, що правив у Західному Ессексу. У зовнішній політиці Свефред з братом визнавав зверхність королівства Вессексу.
У 705 році Свефред прихистив суперників Інє, короля Вессексу, що викликало гнів останнього. На синоді в Брентфорді вони погодилися вигнати супротивників Інє, аби той не нападав на Ессекс.
Свефред більше опікувався розбудовою своєї частини Ессексу. Відомо декілька грамот, за якими надано землі монастирям та церквам. За підтримки Свефред засновано монастир в Назейрінгу.
Хронологія останніх років правління Сігехерда і Свефреда все ще достеменно не зрозуміла. У 709 році новим співкоролем стає Оффа. Тому висловлюється думка, що Свефред правив до цього часу, а потім королем став Оффа разом з Сігеґердом.